# Уман
Уман (исп. Umán) — город в Мексике, штат Юкатан, административный центр одноимённого муниципалитета. Численность населения, по данным переписи 2010 года, составила 39 611 человек.
Название Umán c майяйского языка можно перевести как: твоя дорога.